# Klara Schabbel

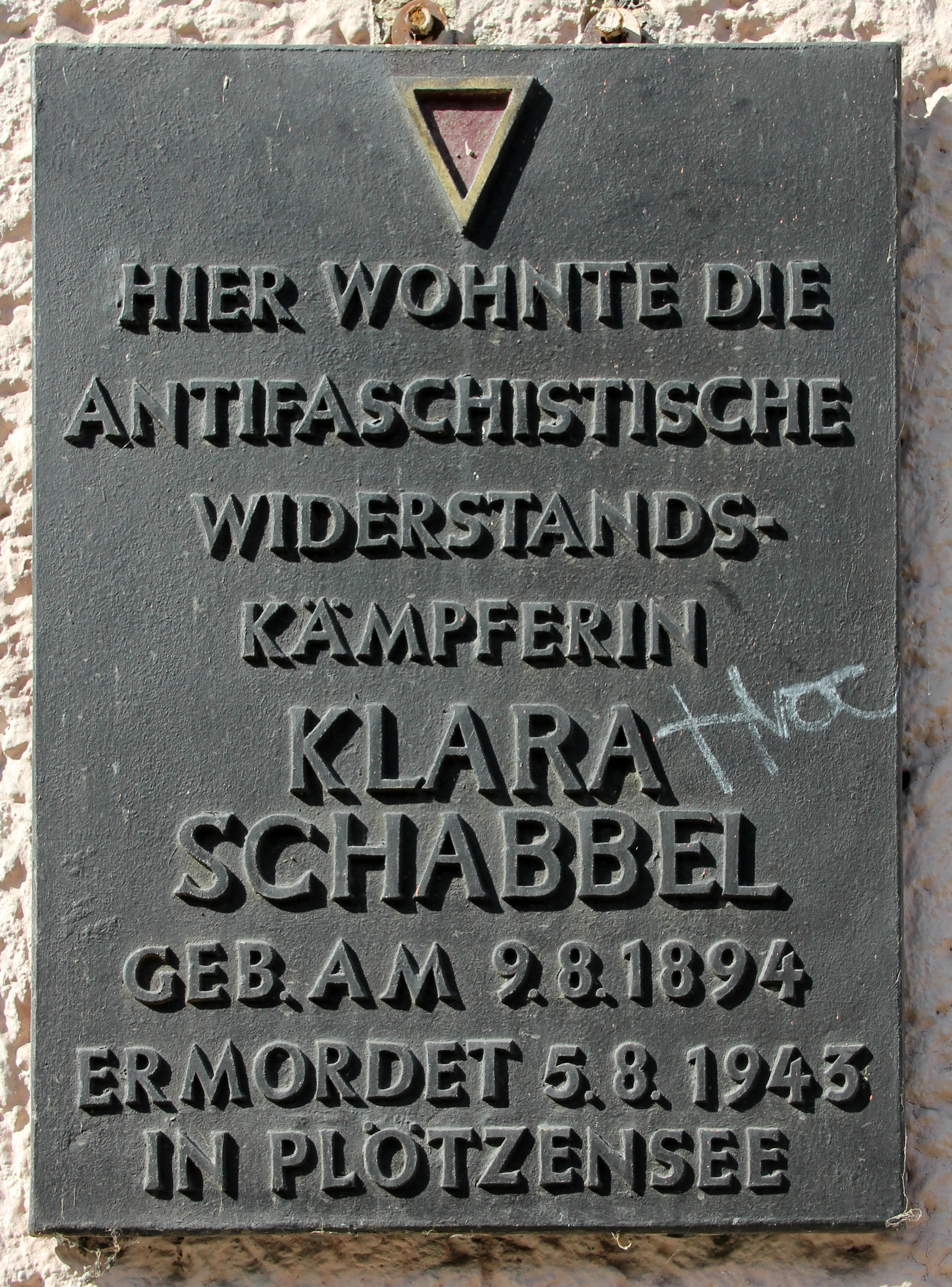
Gedenktafel für Klara Schabbel in der Conrad-Blenkle-Straße 63 in Berlin

Clara Elisabeth Schabbel (* 9. August 1894 in Berlin; † 5. August 1943 in Berlin-Plötzensee) war eine deutsche Kommunistin und Widerstandskämpferin (Rote Kapelle).

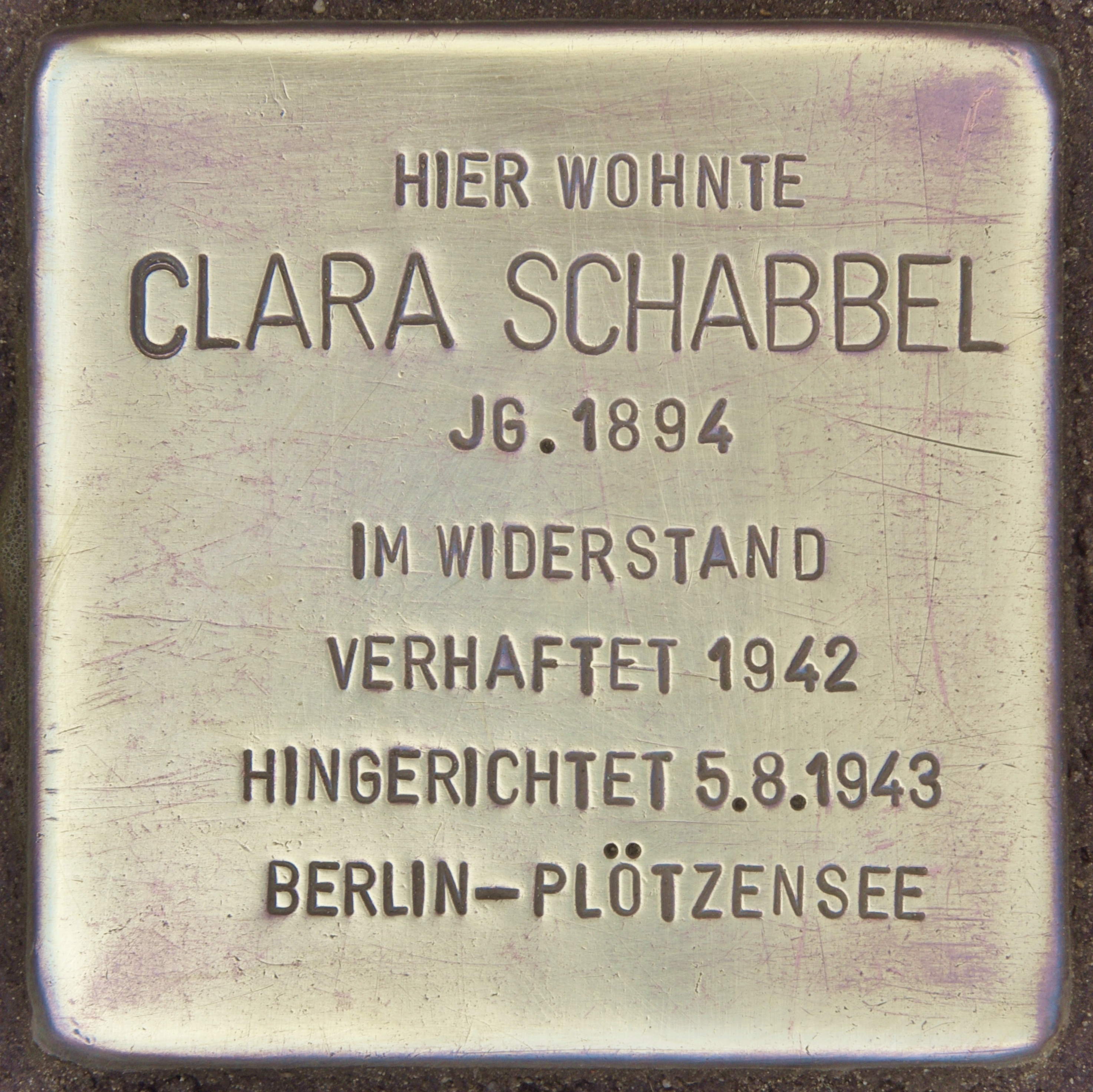
Stolperstein

## Leben
Klara Schabbel war die Tochter des Seilers Ludwig Schabbel und dessen Ehefrau Emilie Pauline geb. Borchert. Ihr Geburtshaus stand in der damaligen Landsberger Straße 14 (heute in etwa Platz der Vereinten Nationen 26). Ihre Familie war sozialdemokratisch eingestellt. Nach dem Besuch der Volksschule arbeitete sie zuerst als Verkäuferin, später qualifizierte sie sich als Stenotypistin.
Klara Schabbel organisierte sich bereits in jungen Jahren in der sozialistischen Arbeiterjugend und schloss sich während des Ersten Weltkriegs dem Spartakusbund an, durch dessen Vereinigung mit den Internationalen Kommunisten Deutschlands wurde sie zum Gründungsmitglied der KPD und des KJVD, für dessen Verlag sie in den 1920er Jahren ebenso arbeitete, wie für den der Kommunistischen Jugendinternationale (KJI). Dadurch lernte sie den Polleiter des KJVD im Ruhrgebiet Henry Robinson (1897–1944) kennen, der ihr Lebensgefährte wurde. 1923 beteiligte sie sich an den Kämpfen gegen die Besetzung des Rheinlands und des Ruhrgebiets durch französische Truppen.
In der Zeit des Nationalsozialismus arbeitete sie im Stahl- und Walzwerk Hennigsdorf der AEG. Sie gehörte zu dem bereits vor 1933 auf die Illegalität vorbereiteten Untergrundapparat der Komintern in Berlin und hatte dadurch vielfältige Verbindungen auch zu Widerstandsorganisationen in anderen Ländern. Während des Zweiten Weltkriegs unterstützte sie ausländische Zwangsarbeiter und informierte sie über die Lage an den Fronten.
Nach der Besetzung Belgiens und Frankreichs hatte sie Verbindung zu Johann Wenzel.
Der bulgarischen Partisanin Tanka Janewa, die 1942 in Berlin als Funkerin die Verbindungen des deutschen Widerstands zur Sowjetunion wiederherstellen sollte, vermittelte Klara Schabbel auch Kontakte nach Hamburg zu dem von Saefkow, Jacob und Bästlein aufgebauten Widerstandsnetz.
Nachdem Klara Schabbel im Juni 1942 auch selbst zwei deutschen Kommunisten, die als Fallschirmspringer aus der UdSSR gekommen waren, Unterkunft gewährte, geriet sie in die Fahndung der Gestapo und wurde im Oktober 1942 verhaftet. Am 30. Januar 1943 wurde sie vom Reichskriegsgericht zum Tod verurteilt und am 5. August in Plötzensee hingerichtet.

## Ehrungen

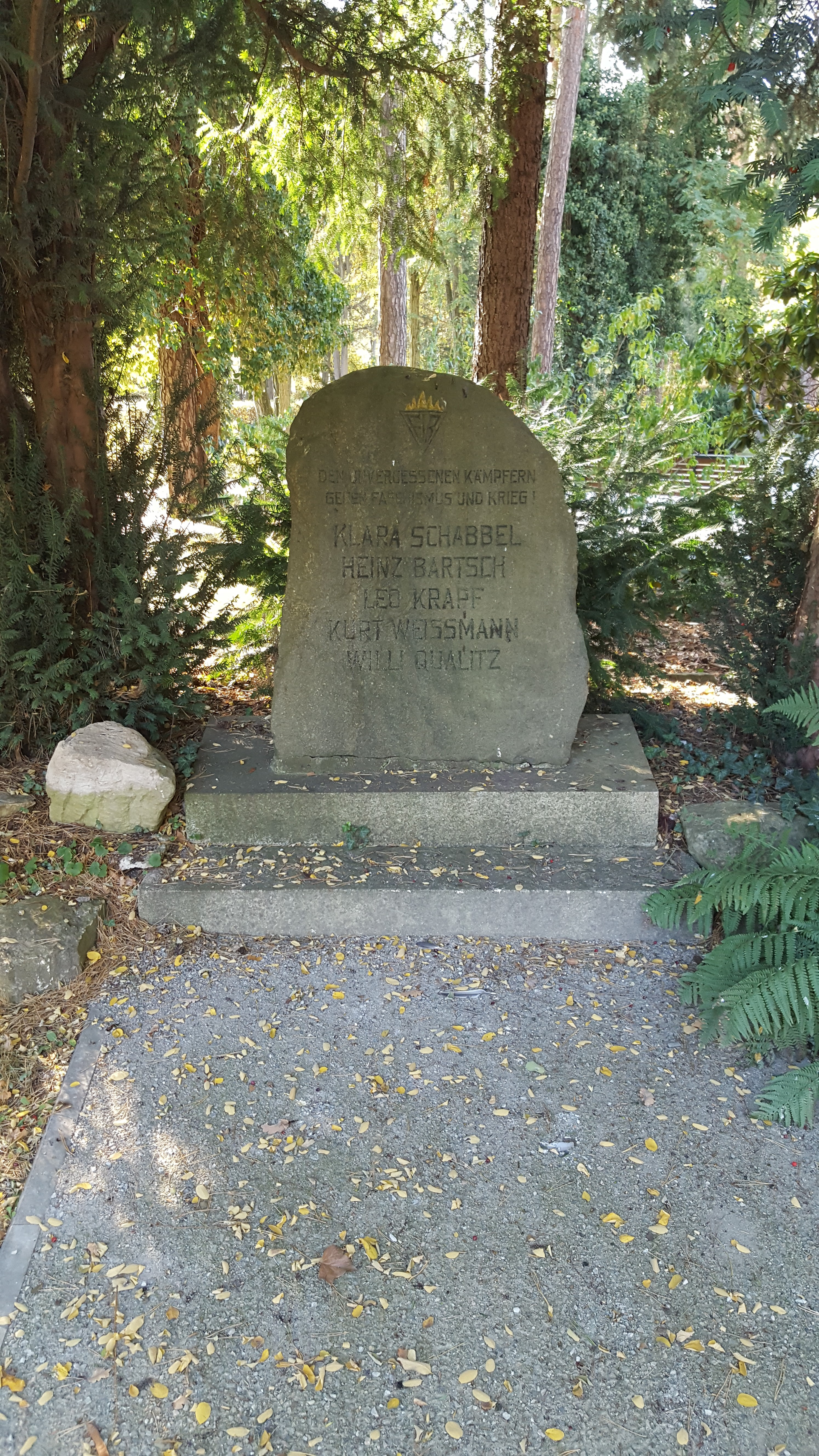
Gedenkstätte für Widerstandskämpfer gegen den Faschismus auf dem Hennigsdorfer Waldfriedhof

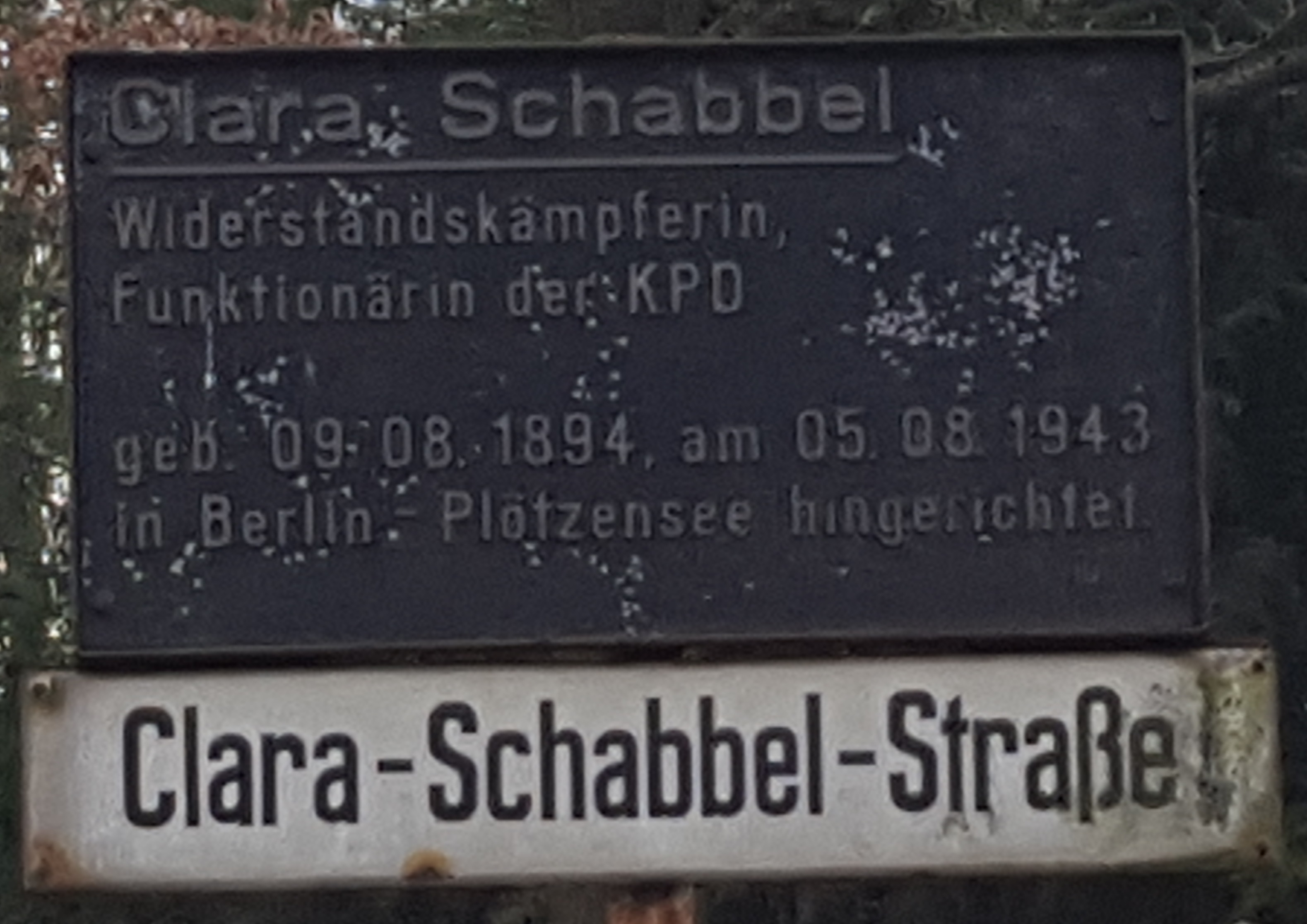
Gedenktafel mit Straßenschild in Hennigsdorf

- In Berlin-Biesdorf ist seit 1976 die Klara-Schabbel-Straße nach ihr benannt.[3]
- In Berlin-Prenzlauer Berg, in der Hanns-Eisler-Straße, war eine Schule nach ihr benannt.
- In Berlin-Marzahn war eine Schule nach ihr benannt und in Köpenick ein Kinderheim.
- In der Conrad-Blenkle-Straße 63 in Berlin-Prenzlauer Berg, dem Haus in dem Klara Schabbel lange Zeit wohnte, wurde 1976 eine Gedenktafel angebracht.
- An der Einmündung in die Spandauer Allee befindet sich eine kleine Gedenktafel unter dem Straßenschild.
- In Hennigsdorf (Landkreis Oberhavel) ist die Clara-Schabbel-Straße nach ihr benannt (Schreibweise des Vornamens: Clara!). Die jetzige Grundschule im Hennigsdorfer Stadtteil Nord trug den Namen "Clara-Schabbel-POS"
- Auf dem Hennigsdorfer Waldfriedhof befindet sich eine Gedenkstätte für Widerstandskämpfer gegen den Faschismus, die unter anderem Klara Schabbel gewidmet ist.
- Seit Mail 2006 erinnert ein Stolperstein vor der Hennigsdorfer Clara-Schabbel-Straße 11 an ihren ehemaligen Wohnort.
- 1969 wurde sie postum mit dem sowjetischen Orden des Vaterländischen Krieges II. Klasse geehrt.[4]